# Sephina gundlachi
Sephina gundlachi är en insektsart som först beskrevs av Félix Édouard Guérin-Méneville 1857.  Sephina gundlachi ingår i släktet Sephina och familjen bredkantskinnbaggar. Inga underarter finns listade i Catalogue of Life.